# Dicrurus andamanensis
El drongo de las Andamán (Dicrurus andamanensis) es una especie de ave paseriforme de la familia Dicruridae.

## Subespecies
Se reconocen las siguientes:
- D. a. andamanensis Beavan, 1867 - islas principales del archipiélago de Andamán
- D. a. dicruriformis (Hume, 1873) - islas Coco (Gran Coco y Tabla), en el sector norte del archipiélago.

## Descripción
El drongo de Andamán mide unos 28 cm de largo, aunque la subespecie dicruriformis llega a medir unos 35 cm de largo. Posee una cola muy ahorquillada y un grueso pico negro. El plumaje es negro (excepto por las plumas primarias que tienen un tinte pardo), con un reflejo verde. Las hembras son algo más pequeñas y la horquilla de su cola es menor.

## Distribución
La especie es endémica de las islas Andamán en el océano Índico. Sus hábitats naturales son los bosques bajos húmedos subtropicales o tropicales y los bosques montanos húmedos subtropicales o tropicales.
Se encuentra amenazada por pérdida de hábitat.